# Giovanni Bellini (traghetto)
Il Giovanni Bellini è un traghetto appartenente alla compagnia di navigazione italiana Toremar.

## Caratteristiche
Nonostante le numerose somiglianze, il Bellini, insieme al gemello Simone Martini, presenta alcune differenze con le navi della classe Sibilla, costruite tra il 1979 e il 1981: si differenzia in particolare per le ciminiere più alte, i due alberi sul ponte superiore e i due finestroni di poppa più piccoli.
Il traghetto dispone di servizi essenziali in virtù dei servizi locali coperti: bar, ristorante, sala TV e solarium sul ponte esterno. Gli ambienti interni sono inoltre dotati d'impianto d'aria condizionata. La capacità di trasporto è pari a 700 passeggeri e 62 automobili.
La propulsione è affidata a una coppia di motori GMT 4S da 12 cilindri, in grado di erogare una potenza complessiva di 3.706 kW; la velocità massima raggiungibile è pari a 17 nodi.

## Servizio
Varato il 16 febbraio 1985 nel Cantiere navale fratelli Orlando di Livorno con il nome di Giovanni Bellini e consegnato il 15 dicembre successivo alla Siremar, prende servizio nei collegamenti tra Milazzo e le Isole Eolie. Il 4 gennaio 1986 viene inaugurato a Milazzo. 
Negli anni successivi, viene saltuariamente impiegato nei collegamenti da Trapani alle Isole Egadi e sulla Trapani-Pantelleria.

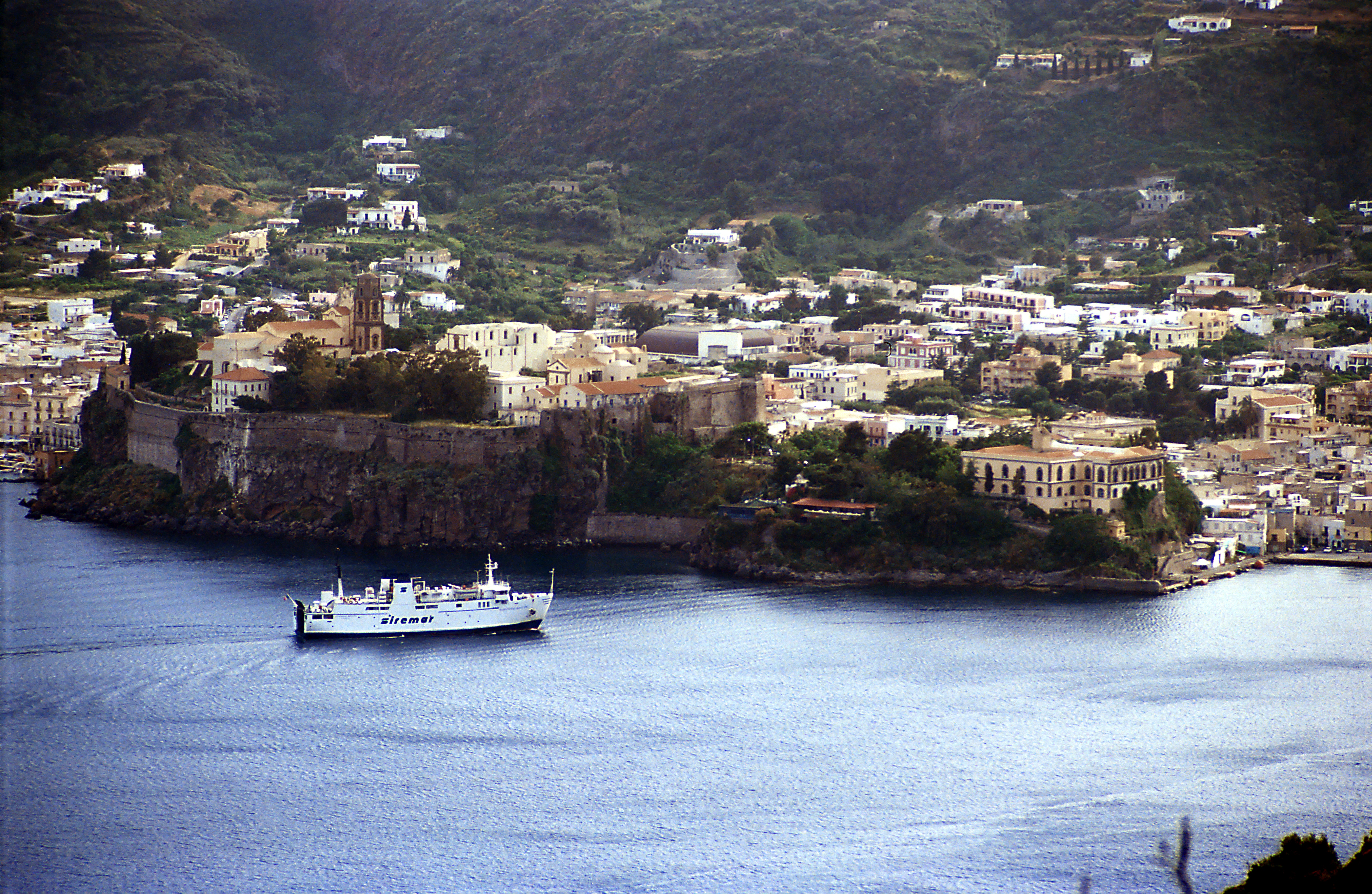
Il Giovanni Bellini in arrivo a Lipari nel 2005.

Nel 2005 viene trasferito alla Toremar, anch'essa controllata dalla Tirrenia di Navigazione in sostituzione dell'Isola di Capraia. Giunto a Livorno a fine maggio, prende servizio ad ottobre nei collegamenti tra Piombino, Rio Marina, Porto Azzurro e Pianosa, ancora in livrea Siremar.
Nei primi mesi del 2006 opera nei collegamenti tra Livorno, Gorgona e Capraia in sostituzione del Liburna, brevemente noleggiato a Saremar.
Alla fine del 2006 viene noleggiato alla Caremar ed impiegato, dapprima nei collegamenti tra Formia, Ponza e Ventotene, e successivamente sulla Napoli-Procida-Ischia.

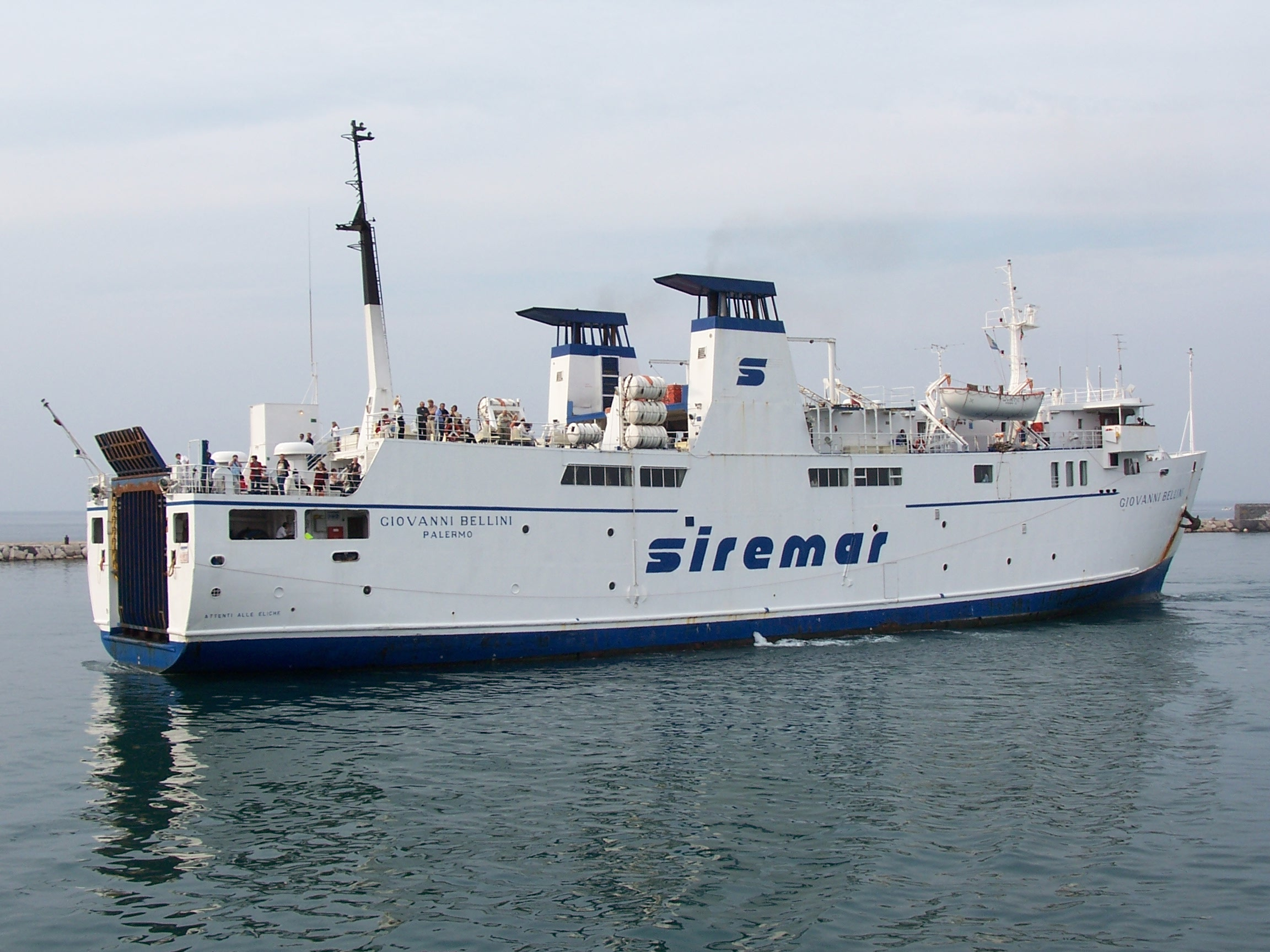
Il Giovanni Bellini in evoluzione a Napoli nel 2006.

Nel 2007 viene dotato della livrea Toremar e la prua viene dissaldata.
Nel settembre del 2007 viene noleggiato alla Siremar ed impiegato nei collegamenti per le Isole Eolie in sostituzione del Pietro Novelli.
Il 1º marzo 2008, durante le manovre di ormeggio a Porto Azzurro, entra in collisione con alcune imbarcazioni a causa di un guasto in macchine, affondandone 2 e danneggiando 3 motopescherecci.
Da fine ottobre 2008 a gennaio 2009 viene noleggiato a Saremar in sostituzione del Vesta, fermo a Trapani per lavori.
A gennaio del 2009 viene noleggiato alla Tirrenia di Navigazione in sostituzione dell'Isola di Capraia nei collegamenti tra Termoli e le Tremiti. Tornato in flotta Toremar, viene brevemente impiegato sulla Livorno-Gorgona-Capraia.
Nel dicembre del 2010 viene nuovamente noleggiato alla Caremar ed impiegato nei collegamenti tra Napoli, Procida ed Ischia.
Nel giugno del 2012 monta la nuova livrea Toremar e dal 21 luglio entra definitivamente in servizio sulla Piombino-Rio Marina-Pianosa in sostituzione del Planasia. Negli anni, opera saltuariamente nei collegamenti tra Piombino e Portoferraio.
Dal 2015 inizia ad operare anche nei collegamenti tra Piombino e Cavo.
Da settembre 2024 a fine anno opera per il trasporto delle merci pericolose sulla Piombino-Portoferraio in sostituzione del Moby Ale. Nel gennaio del 2025 torna sulla Piombino-Rio Marina-Pianosa.

## Incidenti
Il 6 marzo 2017 si è verificato un principio di incendio nella sala macchine durante la traversata tra l'isola d'Elba e Piombino. Nessuna delle 94 persone presenti a bordo (75 passeggeri e 19 membri dell'equipaggio) ha riportato ferite, mentre le fiamme sono state spente dall'impianto antincendio della nave.

## Navi gemelle
- Simone Martini